# The Age of the Understatement
The Age of the Understatement es el álbum debut de la banda de rock inglesa The Last Shadow Puppets, compuesta por Alex Turner de Arctic Monkeys, Miles Kane de The Rascals y el miembro de la banda Simian Mobile Disco, James Ford. El álbum vio la luz el 21 de abril de 2008 en el Reino Unido, una semana antes que el sencillo también llamado "The Age of the Understatement".  El álbum se posicionó n.º 1 en la UK Album Chart el 27 de abril de 2008. El álbum vendió 128.358 copias en el Reino Unido, además de ser nominado al Premio Mercury de la Música de 2008.

## Lista de canciones
Todas las canciones fueron compuestas por Alex Turner y Miles Kane.
1. "The Age of the Understatement" – 3:07
2. "Standing Next To Me" – 2:18
3. "Calm Like You" – 2:26
4. "Separate and Ever Deadly" – 2:38
5. "The Chamber" – 2:37
6. "Only the Truth" – 2:44
7. "My Mistakes Were Made for You" – 3:04
8. "Black Plant" – 3:59
9. "I Don't Like You Anymore" – 3:05
10. "In My Room" – 2:29
11. "The Meeting Place" – 3:55
12. "Time Has Come Again" – 2:22

## Componentes
- Alex Turner - Letras, Guitarra, Bajo
- Miles Kane - Letras, Guitarra, Bajo
- James Ford - Batería
- Owen Pallett - Dirigiendo el total de 22 músicos de la London Metropolitan Orchestra

### Producción
- Producción – James Ford
- Mezcla – James Ford, Richard Woodcraft
- Técnico – Jimmy Robertson
- Arte – Matthew Cooper
- Fotografía de tapa – Sam Haskins
- Fotografía – Deidre O'Callahan
- Discográfica – EMI Music Publishing y Deltasonic Music
- Dirección – Geoff Barradale y Ian McAndrew para Widelife Entertainment

## Ubicación en las listas
| Listas (2008)                            | Posición más alta |
| ---------------------------------------- | ----------------- |
| UK Albums Chart                          | 1                 |
| Bélgica\|Belgium Albums Chart            | 4                 |
| Dutch Albums Chart                       | 12                |
| French Albums Chart                      | 18                |
| Norwegian Albums Chart                   | 23                |
| Australia ARIA Albums Chart              | 30                |
| Swedish Albums Chart                     | 34                |
| Italia Albums Chart                      | 56                |
| Canadian Albums Chart                    | 65                |
| EE. UU. Billboard Top Heatseekers        | 1                 |
| EE. UU. Billboard Top Independent Albums | 9                 |